# 沈化龍
沈化龍（？年—1882年），字雨生，山東兗州府甯陽縣（今泰安市甯陽縣）人。清朝軍事將領。

## 生平
沈化龍之父沈錫齡，精於騎射。沈化龍為次子，自幼賦性穎悟，胸有大志，喜好讀書。兄長夢爵，亦好學能文，補爲縣學廪生。其父希望化龍繼承其武學，於是化龍改為學武，得父親真傳，善强弓、技擊。
咸豐九年（1859年），沈化龍由武監生中式己未科武舉人。同治四年（1865年），登乙丑科三甲武進士。授官藍翎侍衞，分守清門，此後在京師團防局効力，議敘五品銜。
同治十二年（1873年），選授湖北撫標左營守備。沈化龍到任之後，即剔除積弊，整飭戎伍，訓練士卒，德威兼施，以廉能稱職。歷任乙亥、丙子、己卯三科鄉試巡捕，晝夜不懈。鄉試順利結束，以功加一級，紀錄一次。不久，以軍政卓異即補都司，深得上級倚重。其生性樂善好施，對山東同鄉及家鄉親戚多有幫助。
沈化龍在湖北為官九年，宦橐蕭然。因積勞成疾，卒於任內，尚未年滿五旬。光緒《甯陽縣志》有傳。